# John Berryman
John Berryman (ur. 25 października 1914 w McAlester, zm. 7 stycznia 1972 w Minneapolis) – poeta amerykański. Pisał głównie lirykę osobistych wyznań i pesymistycznej reflekcji egzystencjalnej (polski przekład w antologii Artykuły pochodzenia zagranicznego). Pomimo sukcesów jako poeta Berryman zmagał się z alkoholizmem i depresją a w wieku 57 lat popełnił samobójstwo skacząc z mostu.

## Twórczość
- Poems (1942)
- The Dispossessed (1948)
- Homage to Mistress Bradstreet (1956)
- 77 Dream Songs (1964)
- Berryman's Sonnets (1967)
- The Dream Songs (1969)
- His Toy, His Dream His Rest (1969)
- Delusions, Etc. (1972)